# 嶋崎孔明
嶋崎 孔明（しまざき よしあき）は愛知県出身の舞台俳優。元劇団四季所属。

## 経歴
- 国立音楽大学医学部声楽学科卒業。
- 2004年研究所入所。
- 『マンマ・ミーア!』で初舞台を踏む。
- その後、『アメリカの丘』、『間奏曲』、『人間になれなかった猫』にも出演。
- 『キャッツ』（スキンブルシャンクス役）を演じるも、2017年年末に退団

## 出演作品
- 人間になりたがった猫
- 異国の丘（男性アンサンブル）
- マンマ・ミーア!
- 間奏曲
- キャッツ（スキンブルシャンクス）
- ウィキッド（アンサンブル）